# Kaufleuten

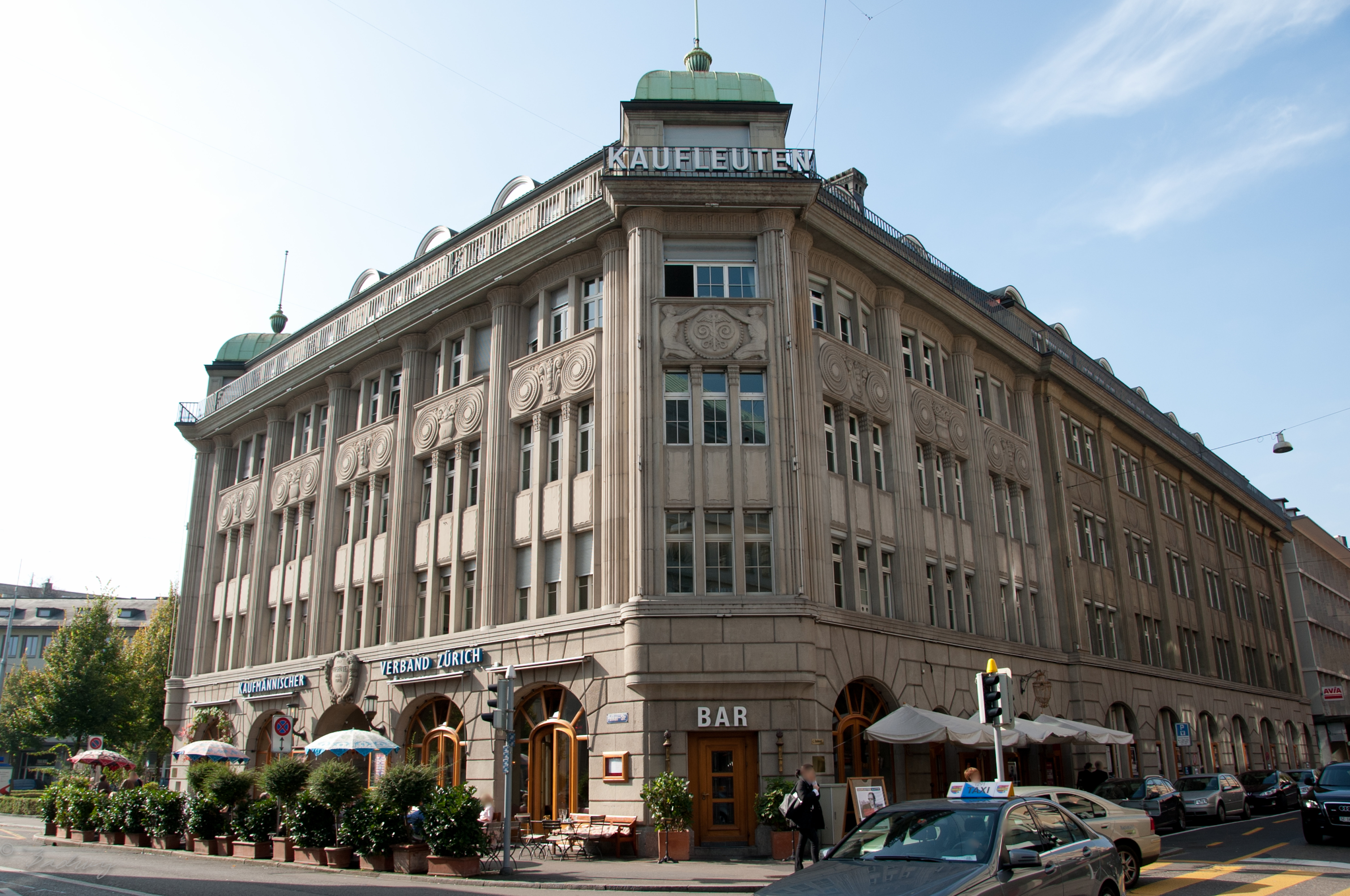
Kaufleuten, 2010

Das Kaufleuten (auch: Haus zur Kaufleuten) ist ein historisches Gesellschaftshaus in der Innenstadt von Zürich. Es dient als Geschäftssitz mehrerer Unternehmen sowie als Veranstaltungsort mit Club und Restaurant.

## Geschichte
Das einstige Vereins-, Schul- und Gesellschaftshaus des Kaufmännischen Vereins Zürich (heute Kaufmännischer Verband Zürich) liegt im Zentrum der Zürcher City nahe der Bahnhofstrasse. Der nüchterne, aber markante Bruchsteinbau prägt den Baustil und das Erscheinungsbild des quadratisch angelegten Pelikanplatzes. Die einheitliche Bebauung des nördlichen Viertels dieses architektonisch bedeutenden, grossstädtisch wirkenden Platzes war 1913 vertraglich mit dem Besitzer des Nachbargrundstücks Thalegg vereinbart worden.
Der 1915 eröffnete Neubau zur Kaufleuten bot den Mitgliedern des Kaufmännischen Vereins eine Heimat. Das Gebäude diente als Berufsschulhaus. Im Vereinshaus zur Kaufleuten fand reges Vereinsleben statt, das über die fachlichen Trainings- und Weiterbildungsgruppen für Buchhaltung, Stenografie oder Korrespondenz hinaus auch einen Turnverein, eine Theatergruppe, einen Chor und ein Orchester umfasste. 
Heute nutzen zahlreiche Unternehmen und andere Gruppierungen das Haus zur Kaufleuten als Treffpunkt. Das Kaufleuten ist seit den 1990er Jahren durch seine Gastronomie und seine Konzertsäle zu einem festen Bestandteil der Zürcher Unterhaltungskultur geworden.

## Baugeschichte
Das Grundstück am Pelikanplatz wurde 1913 vom Kaufmännischen Verein Zürich zum Preis von 600'000 CHF gekauft (Quadratmeterpreis von 357 CHF). Hier sollte die neue Handelsschule des Kaufmännischen Vereins erstellt werden. Darüber hinaus sollte das Vereinshaus den Raum und die Infrastruktur für kulturelle, politische und gesellschaftliche Anlässe seiner damals rund 3'000 Vereinsmitglieder zur Verfügung stellen.

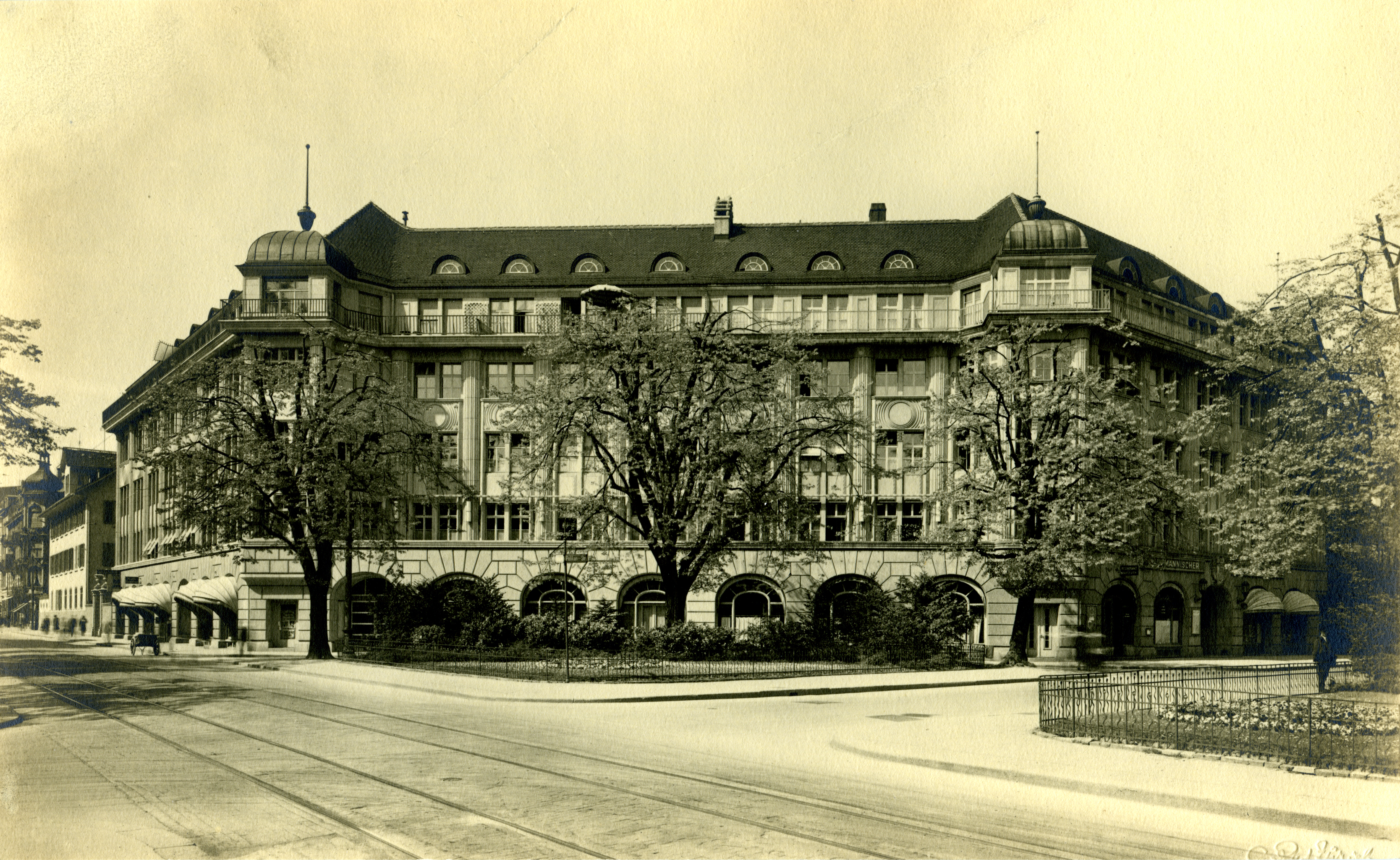
Kaufleuten, 1946

Die Finanzierung des Kaufs und des Neubaus erfolgte privat und wurde vom Staat unterstützt. Mit Hypotheken einer Versicherung, der Stadt und des Kantons Zürich über 1,3 Mio. CHF wurde das Projekt ermöglicht. Die öffentliche Hand leistete zudem à fonds perdu Beiträge über 150'000 CHF. Eigenmittel des Vereins und Anteilscheine von Vereinsmitgliedern über 215'000 CHF deckten den Rest der Kosten ab. Der Neubau mit sechs Etagen wurde von dem Architekten Hermann Weideli geplant und vom Bauunternehmer Heinrich Hatt-Haller für eine Bausumme von 1’065'000 CHF erstellt. Am 1. April 1915 wurde das Gebäude eingeweiht.
1918 erwarb der Kaufmännische Verein auch die angrenzende Liegenschaft Thalegg am Talacker 34–36 zum Preis von 440'000 CHF (Quadratmeterpreis von 370 CHF). Die Architekten Leuenberger und Flückiger planten den Ergänzungsbau, der 1927 bis 1928 für eine Baukostensumme von 1,7 Mio. CHF erstellt wurde. Die Liegenschaft umfasste nun ein Restaurant und zwei Säle mit Bühneneinrichtung, eine Turnhalle und zwei Kegelbahnen im Untergeschoss sowie 50 Unterrichtsräume und zahlreiche Büros der KV Handelsschule.
Nach dem Wegzug der Berufsschule in einen wesentlich grösseren Neubau am Escher-Wyss-Platz (1974) wurden die Räumlichkeiten im Haus zur Kaufleuten neu gestaltet und als Büros vermietet. Neben der Kaufleuten Restaurants AG und der Garage Kaufleuten AG war während Jahren die UBS die Hauptmieterin im Gebäude. Zwischen 2011 und 2013 wurde die gesamte Liegenschaft renoviert und modernisiert. Seither sind anstelle der UBS zahlreiche Unternehmen eingemietet.